# Ascension hivernale
Une ascension hivernale (en abrégé, « une hivernale ») est une ascension ayant lieu en hiver. Elle est rendue plus difficile en raison des journées plus courtes, des conditions météorologiques extrêmes (froid, ombre) et de la présence de neige et de glace sur la paroi qui ralentissent la progression des alpinistes.

## Ascensions hivernales notables

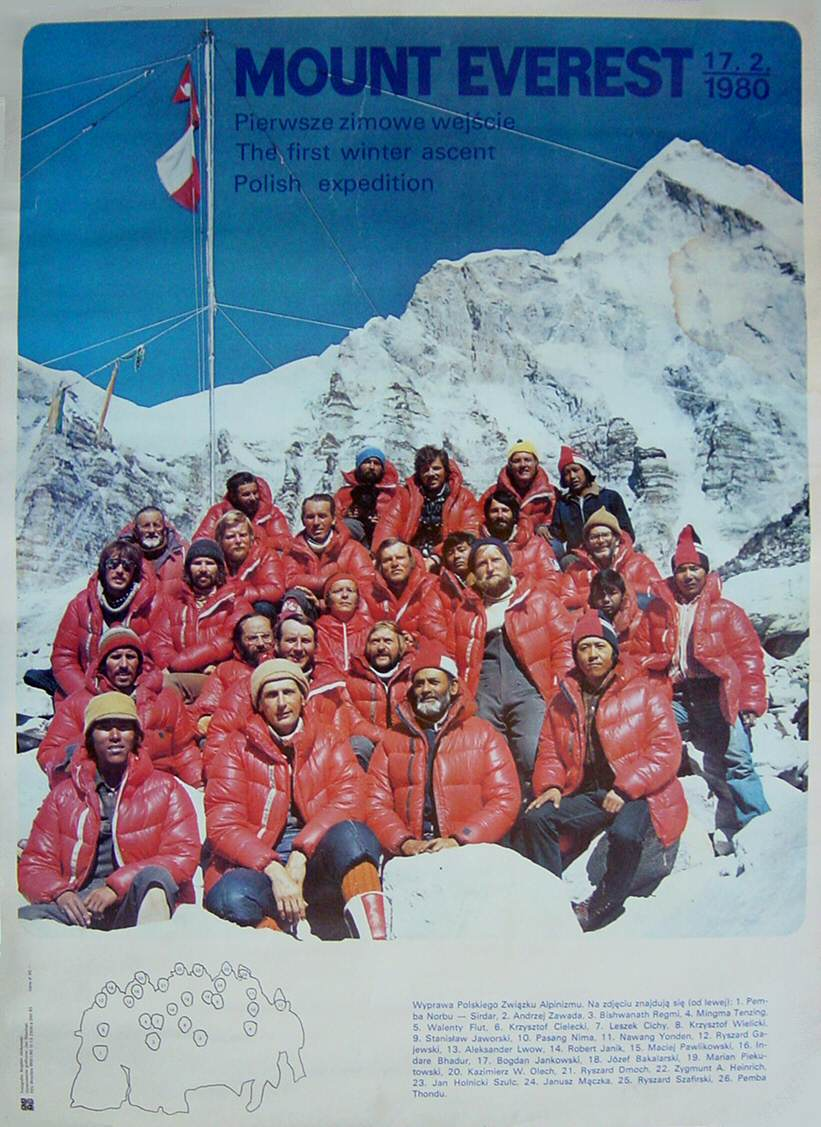
Photographie de groupe des membres de la première expédition à réaliser une ascension hivernale de l'Everest en 1980.

- Le 31 janvier 1876, la première ascension hivernale du mont Blanc est effectuée par l'Anglaise Isabella Straton, avec les guides Jean Charlet-Straton, Sylvain Couttet et le porteur Michel Balmat.
- Toni Kinshofer et Toni Hiebeler réalisent la première ascension hivernale de la face nord de l'Eiger en 1961.
- En février 1965, Walter Bonatti est le premier à réussir l'ascension de la face nord du Cervin en solitaire et en hivernale, ouvrant au passage une nouvelle voie (qui porte aujourd'hui son nom).
- Durant l'hiver 1980, Krzysztof Wielicki fait l'ascension de l'Everest. C'est la première ascension en hivernale d'un sommet de plus de 8 000 mètres.
- Le 16 janvier 2021, le K2 est le dernier sommet de 8 000 mètres à être conquis en hiver[2].